# ماکسیم کام
ماکسیم کام (فرانسوی: Maxime Cam‎؛ زادهٔ ۹ ژوئیهٔ ۱۹۹۲) دوچرخه‌سوار اهل فرانسه است.
از باشگاه‌هایی که در آن رکاب زده‌است می‌توان به تیم دوچرخه‌سواری فورتونئو–اسکارو اشاره کرد.